# Santa María de Punilla
Santa María de Punilla è una municipalità dell'Argentina, situata nel dipartimento di Punilla, nell centro-sud delle Sierras de Córdoba, provincia di Córdoba.

## Storia
Le terre del comune furono abitate in epoca precolombiana dagli indigeni Comechingones. Con l'arrivo della colonizzazione spagnola il territorio fu affidato il 25 giugno 1585 a Luis de Abreu de Albornoz, giovane compagno del fondatore di Córdoba, Jerónimo Luis de Cabrera, che vi installò il primo insediamento agricolo.